# Sacabamba
Sacabamba ist eine Ortschaft im Departamento Cochabamba im südamerikanischen Anden-Staat Bolivien.

## Lage
Sacabamba ist der zentrale Ort des Municipio Sacabamba in der Provinz Esteban Arce. Die Ortschaft liegt auf einer Höhe von 3156 m am linken Ufer des Río Challaque.

## Geographie
Sacabamba liegt zwischen den Gebirgsketten der Cordillera Oriental und der Cordillera Central. Das Klima ist geprägt durch ein typisches Tageszeitenklima, bei dem die mittleren Temperaturschwankungen zwischen Tag und Nacht größer sind als zwischen den Jahreszeiten.
Die Jahresdurchschnittstemperatur der Region liegt bei etwa 12 °C (siehe Klimadiagramm Sacabamba), wobei die Monatsdurchschnittswerte zwischen 8,5 °C im Juni/Juli und 14 °C im November/Dezember schwanken. Der Jahresniederschlag liegt bei 500 mm, mit einer ausgeprägten Trockenzeit von April bis Oktober mit Monatswerten unter 20 mm, und einer kurzen Feuchtezeit von Januar bis Februar mit monatlich 100 bis 125 mm.

## Verkehrsnetz
Sacabamba liegt in einer Entfernung von 77 Straßenkilometern südöstlich von Cochabamba, der Hauptstadt des gleichnamigen Departamentos.
Von Cochabamba führt die Nationalstraße Ruta 7 in südöstlicher Richtung 33 Kilometer bis Tolata, von dort eine unbefestigte Landstraße über 12 Kilometer weiter nach Süden über Cliza nach Toco. Von dort führt die Straße weitere 32 Kilometer nach Südosten über Matarani nach Sacabamba und weiter nach Vila Vila und Mizque.

## Bevölkerung
Die Einwohnerzahl des Ortes ist in den vergangenen beiden Jahrzehnten um etwa ein Drittel angestiegen:
| Jahr | Einwohner | Quelle       |
| ---- | --------- | ------------ |
| 1992 | 485       | Volkszählung |
| 2001 | 636       | Volkszählung |
| 2012 | 612       | Volkszählung |
| 2024 |           | Volkszählung |

Die Region weist einen hohen Anteil an Quechua-Bevölkerung auf, im Municipio Sacabamba sprechen 98,7 Prozent der Bevölkerung Quechua.